# Marie Paradis
Marie Paradis (n. 12 februarie 1779, Saint-Gervais, Auvergne-Rhône-Alpes, Franța – d. 23 martie 1839, Les Houches, Auvergne-Rhône-Alpes, Franța) a fost prima femeie care a urcat pe masivul Mont Blanc, cel mai înalt vârf al Munților Alpi.